# 카슨 크레슬리

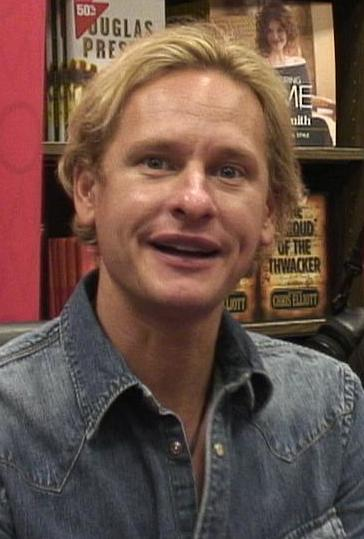

카슨 크레슬리(Carson Kressley, 1969년 11월 11일 ~ )는 미국의 진행자, 배우, 작가, 패션 디자이너, 영화배우, 텔레비전 배우이다.
앨런타운에서 태어났다.

## 방송
- 퀴어아이

## 영화
- 열여섯 살의 첫키스 (2009년)
- 일레븐 미니츠 (2008년) - 본인 역
- 산타 없는 해 (2006년)
- 퍼펙트 맨 (2005년) - 랜스 역
- 디 어프렌티스 (2004년) - 본인 역
- 퀴어 아이 포 더 스트레이트 가이 (2003년) - 본인 역